# Zidanta I

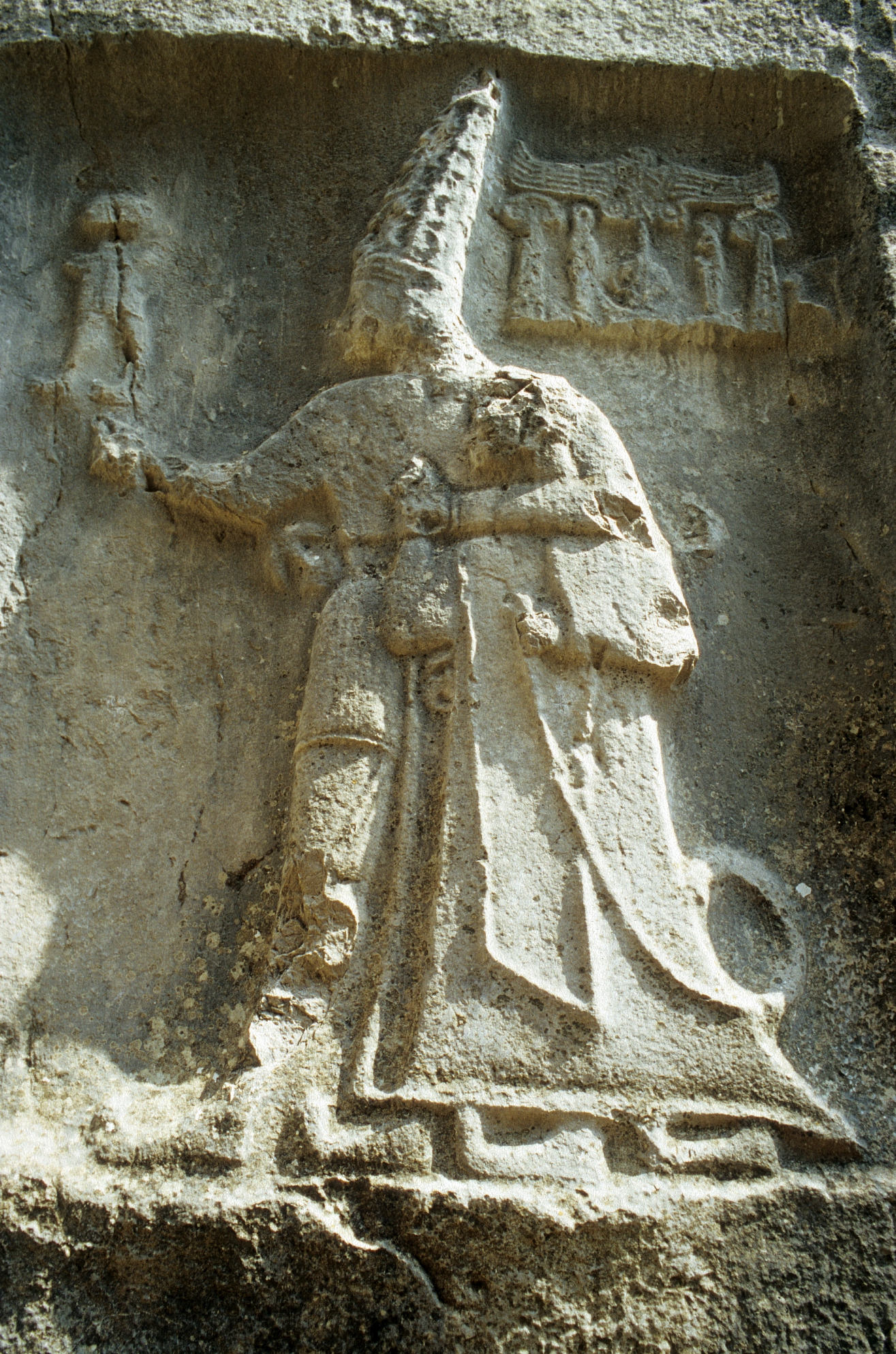
escultura do Rei Zidantas feita em uma parede de terra.

Zidantas I foi o sétimo rei da civilização Hitita, cuja data de nascimento é desconhecida e cuja morte estima-se entre 1545 a.C e 1555 a.C.
Seu herdeiro no trono foi Ammunas, oitavo rei dos Hititas. Os hititas foram uma das civilizações contemporâneas da era mesopotâmica mais notáveis, com seu império na média península da Anatólia, também conhecida como Ásia menor.